# Ornat

Zar Nikolaus II. und Zarin Alexandra Feodorowna auf einem Ball im Winterpalast, 11. Februar 1903

Der oder das Ornat (lat. von ornatus „geschmückt, dekoriert“) bezeichnet die festliche Amtstracht eines Geistlichen, Herrschers oder hohen Beamten, die bei feierlichen und repräsentativen Anlässen getragen wird, wie z. B. bei der Krönung der Krönungsornat. Dazu gehören u. a. die Insignien des jeweiligen Amtes, z. B. Krone, Zepter, Bischofsstab.

## Allgemeines
Häufig ist das erstmalige Anlegen des Ornats Teil der Amtseinführung. Der Begriff der Investitur, der damals die Einführung in ein hohes kirchliches Amt oder in einen neuen Lehensbesitz bezeichnete, geht auf das lateinische Wort investire für einkleiden zurück. Die Einkleidung eines Herrschers in neue, geistliche Gewänder hob ihn nicht nur für jedermann sichtbar aus der Masse der Untertanen hervor, sondern  dokumentierte vor allem seinen Übertritt vom weltlichen in den geistlichen Stand. 
So konnte das Recht, wer die Bischöfe einkleiden (investieren), d. h. in ihr Amt einführen durfte, im Investiturstreit zum Höhepunkt der Auseinandersetzungen der universalen Autoritäten im Mittelalter werden.
Auch im Karneval werden die Gewänder z. B. von Prinz oder Prinzessin als Ornat bezeichnet.

## Krönungsornat der römisch-deutschen Kaiser
Der Krönungsornat der römisch-deutschen Kaiser war vom Hochmittelalter bis zur letzten Kaiserkrönung 1792 in Gebrauch und bestand hauptsächlich aus kostbaren sizilianischen Textilien. 

## Kirchen-Ornat
Die Bezeichnung Ornat wird auch als Zusammenfassung der für den Gottesdienst verwendeten Paramente verwendet. Im römischen Ritus der katholischen Kirche versteht man unter einem Ornat gewöhnlich die für ein levitiertes Hochamt gebräuchlichen Paramente gleicher Farbe und gleichen Musters mit Zubehör: eine Kasel mit Stola und Manipel, eine Dalmatik, eine Tunicella, ein Pluviale, eine Palla, eine Bursa und ein Kelchvelum.